# Eugen Systems
Eugen Systems は2000年1月にフランスのパリで設立されたゲーム制作、ゲーム運営会社である。

## 概要
2000年1月にAlexisとCédricLe Dressayによって設立されたゲームソフト開発会社である。フランスのパリの中心部に本社を位置し、2019年現在、豊富な経験を持つ50人の社員がいる。
観念は「これまでで最も素晴らしいリアルタイム戦略ゲームを開発すること」である。

## 社内ストライキ
2018年2月14日に、50人の社員のうち21人が残業代金の支払いを却下させ、給与を遅らせ、総額を削減したと主張した声明が発表された。
フランスの最低賃金要件を下回り、契約上および団体交渉による義務を遵守できず、彼らの要求が満たされるまで社内の労働者はストライキを続けていた。